# Smurf attack

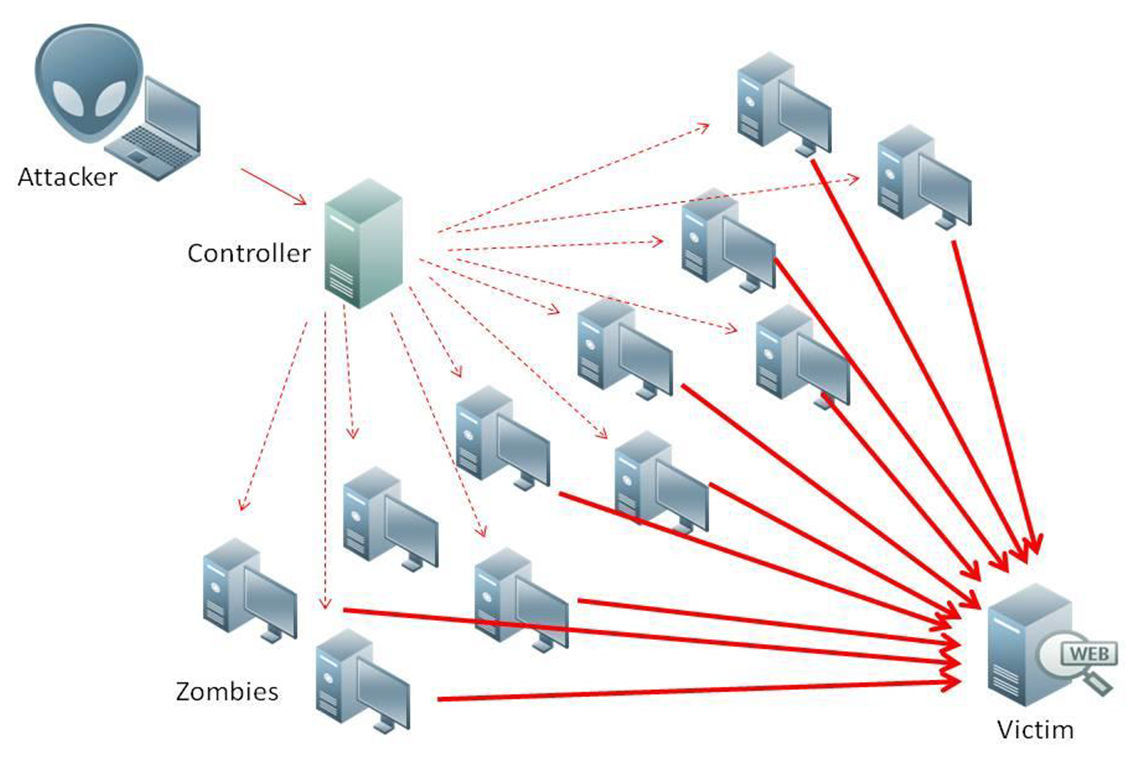
Ddos útok

Smurf attack je distribuovaný denial-of-service (česky odmítnutí služby) útok, ve kterém útočník zasílá oběti velké množství Internet Control Message Protocol (ICMP) paketů s falešnou zdrojovou IP adresou. Většina zařízení v síti má ve výchozím nastavení odesílání odpovědi na zdrojovou IP adresu. V případě velkého počtu strojů v síti, které přijímají a reagují na tyto pakety, je počítač oběti zaplaven provozem. To může pracovní stanici napadeného zpomalit do bodu, kdy je nemožné s ní pracovat.
Název Smurf (česky Šmoula) pochází ze souboru smurf.c ze zdrojového kódu útočného programu, který byl vypuštěn roku 1997 uživatelem Tfreak.

## Historie
Na konci 20. století se v případě vyzvání mnoho sítí podílelo na Smurf útoku (to znamená, že reagovaly na ICMP žádosti zasílané vysílací adresou). Dnes mohou administrátoři sítě proti tomuto typu útoku velice lehce zabezpečit, a proto zůstává velmi málo zranitelných sítí. Firma Microsoft reagovala tím, že řada systémů Windows NT má službu ping implicitně v nastavení firewallu blokovanou.

## Zmírnění
Existují dva druhy záplat:
1. Konfigurovat jednotlivé hostitele a směrovače tak, aby správně reagovali na ICMP žádosti
2. Konfigurovat směrovače, aby nepřeposílali pakety přímo vysílací adrese. Do roku 1999 normy požadovaly, aby směrovač předal pakety ve výchozím nastavení. Od té doby byl výchozí standard pozměněn tak, aby se tyto pakety předávat nemusely.[3]

Dalším navrhovaným řešením je síťové filtrování průniku. Síť potom odmítá útočící pakety na základě padělané zdrojové adresy.

### Zmírnění na Cisco routerech
Příklad konfigurace Cisco routeru tak, aby nepředával pakety vysílací adrese:
| Router(config-if)# no ip directed-broadcast |

Výše uvedené nastavení nezabrání, aby se síť nestala terčem Smurf útoku, ale pouze aby se těchto útoků neúčastnila.

## Fraggle attack
Fraggle je variace Smurf attacku, kde útočník generuje velké množství UDP provozu na portech 7 (echo) a 19 (chargen) na cílový přijímač s falešnou zdrojovou IP adresou zamýšlené oběti. Funguje to podobě jako Smurf attack, takže mnoho zařízení reaguje na tento provoz tím, že zasílá odpověď na falešnou IP oběti a zaplaví oběť nevyžádaným síťovým provozem.
Fraggle.c byl vytvořen také uživatelem TFreak.